# Lisban Quintero
Lisban Quintero Blandon (* 28. März 1982) ist ein kolumbianischer Straßenradrennfahrer.
Lisban Quintero wurde 2006 Dritter beim Ricola Twilight Criterium. Außerdem belegte er den dritten Platz auf einem Teilstück der Tour of Hong Kong Shanghai. Im nächsten Jahr wurde er Zweiter beim Bear Mountain Spring Classic NY. In der Saison 2008 wurde Quintero Dritter der Gesamtwertung beim Giro di Jersey und belegte den zweiten Platz beim Grand Prix Mengoni-New York City. Bei der Tour of Hong Kong Shanghai konnte er den ersten Teil der dritten Etappe für sich entscheiden.

## Erfolge
2008
- eine Etappe Tour of Hong Kong Shanghai